# Giancarlo Rittmeyer
Giancarlo Rittmeyer (Trieste, 24 maggio 1933 – Erto e Casso, 9 ottobre 1963) è stato un topografo e geometra italiano.
È ricordato per essere morto la notte del disastro del Vajont perché, con altri colleghi, era addetto al controllo del movimento franoso che incombeva sul bacino artificiale.

## Biografia

### I primi anni
Giancarlo Rittmeyer nacque a Trieste, da genitori locali. Nel 1952, insieme al suo fraterno amico Gianni Cameri, conseguì il diploma di geometra all'Istituto Tecnico Leonardo Da Vinci di Trieste, e nel 1953 fu allievo della scuola nazionale di alpinismo Emilio Comici di Trieste.

### La carriera

Da sinistra, Giovanni De Vido, Gianni Cameri, Giorgio N. De Vido e Giancarlo Rittmeyer in un albergo a San Vito di Cadore la sera del 31 dicembre 1955.

Nel 1954 trovò lavoro alla SADE come topografo perfetto nel costruire dighe, canali e centrali elettriche, destinato spesso nella sede di Conegliano, Pordenone e Barcis. Militava nell'organizzazione sindacale FIDAE (Federazione italiana dipendenti aziende elettriche) e alloggiava in una pensione a Pordenone.
Di fede religiosa e grande valore professionale, molto bravo nel disegno e nella pittura, era molto apprezzato sia dai colleghi, come il geometra Raffaele Coan, sopravvissuto perché rientrato a casa la sera del disastro, che dai superiori, gli ingegneri Mario Pancini e Alberico Biadene, come dichiararono negli interrogati della commissione Bozzi il 22-23 ottobre 1963.

### La diga del Vajont
Nel 1958, sotto la direzione di Pancini, aveva seguito con altri tecnici la costruzione della diga del Vajont e delle opere annesse. Terminata la costruzione della diga, nel 1960 venne trasferito presso la direzione del servizio costruzioni idrauliche a Venezia, con incarichi specialistici, che a volte lo facevano salire anche al Vajont. Pur lavorando, riusciva a frequentare la vicina università di Ca' Foscari e stava per laurearsi in architettura.
Nel 1963, come dipendente dell'Enel-Sade, era capocantiere alla Digonera, a Caprile. Da qualche settimana, era ritornato al Vajont con un suo collega, il geometra Giuseppe Pesavento. A maggio, nella cabina controllo in cima alla diga, spiegò a studenti delle medie inferiori in gita come tenevano sotto controllo i movimenti della grande frana, ispirando il futuro geologo triestino Livio Sirovich. Rittmeyer e Pesavento erano in trasferta e alloggiavano all'albergo Marina di Longarone e non al Vajont come gli altri colleghi. Tuttavia, il 1º ottobre, con Pancini andato in vacanza negli Stati Uniti, Biadene decise che, data la loro precedente conoscenza dell'ambiente, erano proprio i più adatti per monitorare l'avanzamento della frana e il progressivo svuotamento del lago.
Insieme ai colleghi Gianfranco Baccichetto, Pesavento, Valentino Bruno Rossi e Angelo De Prà, si era sempre sentito spiegare da Pancini, come da Biadene, che la frana sarebbe scesa a fette, a blocchi, e quando si fosse appoggiata dall'altra parte non vi sarebbe stato più nulla da temere. Così continuava a lavorare, anche se faceva certo impressione notare ormai a vista d'occhio il movimento del terreno, il dilatarsi delle fessure, l'inclinarsi degli alberi.

### La morte
La sera del 9 ottobre 1963 era nella sua casa a Mestre, in viale Garibaldi 87, con la moglie incinta, ma Biadene, attraverso una telefonata a un suo collega, il geometra Elio Tramontin che abitava nell'appartamento a fianco, lo fece rientrare subito al Vajont in vista della caduta della frana. Non cenò e partì subito in auto, arrivando al Vajont in oltre due ore, dopo le 21.00. Avendo sotto gli occhi la montagna che stava cedendo, circa alle 22.00, dalla cabina dei comandi centralizzati sul versante sinistro del bacino, chiamò Biadene a Venezia per chiedere istruzioni. Il 12 febbraio 1969, in un'udienza al processo di primo grado, Biadene dichiarò:
Sul ritrovamento del suo corpo, ancora oggi ci sono fonti contrastanti, ma è più attendibile che non sia mai stato trovato, visto che la zona della diga era stata dilavata da due ondate di fango, acqua e detriti alte rispettivamente 200 e 150 metri. La lapide commemorativa della chiesetta di Sant'Antonio da Padova al Colombèr, posta presso la diga il 9 ottobre 1983, ricorda il suo nome, scritto però "Ritmajer", come viene pronunciato.

## Vita privata
Si sposò con Rosanna Di Girolamo e il figlio nacque cinque mesi dopo la sua morte.

## Nei media

### Cinema
- Nel film Vajont del 2001, diretto dal regista Renzo Martinelli, il protagonista Olmo Montaner, un geometra assunto alla diga, è in parte ispirato alla sua figura e, diversamente dai fatti storici, sopravvive al disastro ma perde la moglie incinta.[15]

### Televisione
- Vajont - Una tragedia annunciata, documentario de La storia siamo noi del 1996.
- La tragedia del Vajont, documentario di Sopravvissuti del 2017.

### Fumetti
- Vajont: storia di una diga, Francesco Niccolini (sceneggiatura), Duccio Boscoli (disegni), Padova, BeccoGiallo, 2018, ISBN 9788833140421, OCLC 1090201035.